# 第35装甲擲弾兵旅団 (ドイツ連邦陸軍)
第35装甲擲弾兵旅団（だい35そうこうてきだんへいりょだん、ドイツ語：Panzergrenadierbrigade 35）は、ドイツ連邦陸軍の旅団の一つ。第12装甲師団隷下にあって、旅団司令部をハンメルブルクに置き、旅団の部隊はフランケン地方に駐屯していた。

## 歴史

### 第2次編制
旅団は1960年にハンメルブルクにて編成される。
- 旅団司令部中隊　在ハンメルブルク
- 第350装甲工兵中隊　在ハンメルブルク
- 第352装甲擲弾兵大隊　在ヴィルトフレッケン（第52装甲擲弾兵大隊から）
- 第354戦車大隊　在ハンメルブルク
- 第355野戦砲兵大隊　在ハンメルブルク（1967年に第355装甲砲兵大隊に改編、1971年にヴィルトフレッケンへ移転）
- 第356補給大隊　在ハンメルブルク
- 第351猟兵教導大隊（防衛事態の場合のみ隷下となる）
- 第350駆逐戦車教育中隊　在ハンメルブルク（防衛事態の場合のみ隷下となる）

旅団は1961年に第12装甲師団の隷下におさまる。第355野戦砲兵大隊と第352装甲擲弾兵大隊は1963年に旅団に残留する。第102装甲擲弾兵大隊（ヴィルトフレッケン）は第353装甲擲弾兵大隊として旅団隷下に編入される。

### 第3次編制
1970年に第353装甲擲弾兵大隊は解隊される。このため新たに旅団隷下に第12装甲偵察大隊と独立教育中隊が新編される。1972年に第356補給大隊は解隊し、第350整備中隊と第350補給中隊（両方共ハンメルブルクに駐屯）が新編される。また、司令部中隊から独立部隊として第350装甲偵察隊が新編された。1973年時点での旅団編成は以下のとおりであった。
- 旅団司令部中隊　在ハンメルブルク
- 第350装甲偵察隊　在ハンメルブルク
- 第350装甲工兵中隊　在ハンメルブルク
- 第350補給中隊　在ハンメルブルク
- 第350整備中隊　在ハンメルブルク
- 第352装甲擲弾兵大隊　在メルリッヒシュタット（2/12教育中隊を含む）
- 第354戦車大隊　在ハンメルブルク（4/12教育中隊を含む）
- 第355装甲砲兵大隊　在ヴィルトフレッケン（8/12教育中隊を含む）

1979年に第350装甲偵察隊は旅団司令部中隊に編入し、8/12教育中隊と3/12装甲偵察中隊は第12装甲偵察大隊に編入される。

### 第4次編制と解散
陸軍第4次編制期の1980年では旅団編成は以下の通りであった。
- 旅団司令部中隊　在ハンメルブルク（旧第350装甲偵察隊含む）
- 第350装甲工兵中隊　在ヴィルトフレッケン
- 第350猟兵教育中隊　在ハンメルブルク
- 第350整備中隊　在ハンメルブルク
- 第350補給中隊　在ハンメルブルク
- 第351装甲擲弾兵大隊　在ハンメルブルク
- 第352装甲擲弾兵大隊　在メルリッヒシュタット
- 第354戦車大隊　在ハンメルブルク
- 第355装甲砲兵大隊　在ヴィルトフレッケン
- 第353装甲擲弾兵教導大隊　在ハンメルブルク（平時は歩兵学校に属する）

1986年に第12装甲偵察大隊が旅団隷下となる。1988年にはさらに第303車両操縦シミュレーター系列が導入される。1991年に第353装甲擲弾兵教導大隊が第353猟兵教導大隊に改編され旅団隷下から離れる。1993年に第352装甲擲弾兵大隊、第355装甲砲兵大隊、第350装甲工兵中隊および第303車両操縦シミュレーター系列装甲擲弾兵教育中隊が第36装甲旅団に配転される。旅団解隊に備えて以下の部隊は解隊した。
- 第350装甲猟兵中隊
- 第354戦車大隊
- 第351装甲擲弾兵大隊
- 第124野戦予備大隊
- 第350整備中隊
- 第350補給中隊

1996年9月30日に第36装甲擲弾兵旅団は解隊する。

## 歴代旅団長
| 代 | 氏名                                                                   | 着任           | 離任           |
| -- | ---------------------------------------------------------------------- | -------------- | -------------- |
| 1  | ハインツ・フークルハイム陸軍准将 Heinz Hükelheim                       | 1960年7月1日   | 1961年11月14日 |
| 2  | ヴォルフガング・クレンネルト陸軍大佐 Wolfgang Klennert                 | 1961年11月15日 | 1964年9月30日  |
| 3  | ジークフリート・シュルツ陸軍准将 Siegfried Schulz                      | 1964年10月1日  | 1966年9月30日  |
| 4  | カール＝クリスチャン・トレンツシュ陸軍大佐 Karl-Christian Trentzsch    | 1966年10月1日  | 1969年3月31日  |
| 5  | フリッツ・ヘルガー陸軍大佐 Fritz Herger                                | 1969年4月1日   | 1971年3月31日  |
| 6  | ループレヒト・フォン・バトラー陸軍大佐 Ruprecht von Butler             | 1971年4月1日   | 1973年6月30日  |
| 7  | ハインリッヒ・ベッツ陸軍大佐 Heinrich Betz                             | 1973年7月1日   | 1975年3月31日  |
| 8  | エルンスト＝ヴィルヘルム・シュナイダー陸軍大佐 Ernst-Wilhelm Schneider | 1975年4月1日   | 1976年6月30日  |
| 9  | マンフレート・ファンスラウ陸軍大佐 Manfred Fanslau                     | 1976年7月1日   | 1979年3月31日  |
| 10 | ゲルト・ルース陸軍准将 Gerd Röhrs                                      | 1979年4月1日   | 1982年3月31日  |
| 11 | ウード・オイリク陸軍大佐 Udo Eulig                                     | 1982年4月1日   | 1986年6月30日  |
| 12 | カルステン・オルトマンス陸軍准将 Karsten Oltmanns                      | 1986年7月1日   | 1989年12月20日 |
| 13 | カール＝ハインツ・ズーカル陸軍大佐 Karl-Heinz Soukal                   | 1989年12月21日 | 1991年9月27日  |
| 14 | ロルフ・ベルント陸軍大佐 Rolf Bernd                                    | 1991年9月27日  | 1993年4月2日   |